# Irmingersgade
Irmingersgade er en gade beliggende på Østerbro i København. Gaden strækker sig fra Blegdamsvej til Sortedam Dossering, samt krydser Ryesgade.

## Baggrund og navngivning
Gaden er opkaldt efter officeren Johan Irminger (1798–1854), som deltog i den første slesvigske krig (1848–1850). Irmingersgade indgår i et kvarter, hvor flere gader – bl.a. Ryesgade og Helgesensgade – er navngivet til minde om personer og begivenheder fra denne periode i dansk historie. Før navneskiftet i 1928 bar gaden navnet Blegdamsstræde.

## Bebyggelse
Bebyggelsen i Irmingersgade stammer hovedsageligt fra 1880’erne.